# Aaron Spetale
Aaron Spetale (Rosario, provincia de Santa Fe, Argentina; 28 de mayo de 2000) es un futbolista argentino. Juega de delantero y su equipo actual es San Martín de Tucumán, de la Primera Nacional de Argentina.

## Trayectoria

### Inicios
Nacido en la ciudad de Rosario, a la edad de siete años se muda a Casilda. En Rosario, pasó por el Club Unión Americana. En Casilda jugó en Unión Casildense. A la edad de 16 años llega a Estudiantes de La Plata para reforzar su base formativa.
Teniendo como referentes en el puesto a Francisco Apaolaza, Erling Haaland y Fernando Zampedri, en el año 2021 fue el goleador de la reserva, y a principios de diciembre de ese año firma contrato profesional.

### Estudiantes de La Plata
El 10 de diciembre de 2021 juega su primer partido en primera división en la derrota de Estudiantes 3 a 2 ante Aldosivi. Ingresó a los 45' del partido con el número 38 en la espalda.
Su primer gol lo anotaría el 29 de enero de 2022, ante Defensor Sporting, partido que terminaría 4-1 a favor del Pincha, ya usando el dorsal 16.
Repetiría tanto el 2 de abril de ese año, esta vez ante Godoy Cruz en el empate 3-3. Anotó su gol más temprano en reserva ante Aldosivi el 30 de abril, cuando corrían 45 segundos de partido. No fue hasta el 14 de mayo de 2022 que Spetale anotó su primer doblete profesional, ante River Plate por las semifinales de la Copa de la Liga de Reserva 2022, partido que terminaría 3-1 y, pese a perder la final ante Lanús por 1-0, el delantero empezaba a hacerse notar.
Pese a todo esto no tuvo mucho lugar en el plantel dirigido por Ricardo Zielinski y tuvo que partir. Su último contrato con Estudiantes de La Plata fue hasta fines de diciembre de 2024.

### Cesión a Danubio
En julio de 2022 se realiza el préstamo sin cargo y sin opción al Club Danubio de Montevideo hasta fin de ese año.
Su primer gol con la camiseta del club se dio el 19 de agosto de 2022, ante Montevideo City Torque, en el triunfo 3-1 de La Franja, usando el número 27 pese a empezar vistiendo la 16 y portar en otros encuentros la 19. A base de buenos rendimientos, y con un gol más ante Liverpool el 3 de septiembre nuevamente con el número 16 en su espalda, tal como en Estudiantes, Aaron Spetale se convirtió en un jugador querido por el hincha de Los de la Curva.Su préstamo finalizaría y, como en este mismo la opción de compra no estaba activada, Aaron debía volver a su club. Fue el quinto máximo goleador de Danubio en todo el 2022, superado por Sebastián Fernández Miglierina [8], Guillermo May [7], Emanuel Hernández [4], Diego Vicente y Nicolás Rodríguez Charquero [3].

### Préstamo a Nueva Chicago
En su retorno a Estudiantes, aún sin lugar asegurado en el primer equipo, sale en busca de rodaje a préstamo por un año con opción del 50% de su ficha al Club Nueva Chicago de la Primera B Nacional de Argentina.
Aquí, iniciaría con todo con su primer gol a All Boys para empatar el Clásico 1-1 con un firme remate de penal.Siendo el 9, Spetale sigue su buen momento goleador en el mes de marzo anotándole a San Telmo y a Flandria en abril.Sin embargo, su mejor momento como delantero del Torito de Mataderos lo vivió el 9 de junio de 2023, cuando le volvería a anotar al Albo, esta vez en un triunfo 2-0, por un nuevo «Superclásico Del Ascenso».
Pese a todo el afecto adquirido de la hinchada para con Aaron Spetale, debía regresar nuevamente al Pincharrata. Con sus números logró ser el tercer máximo goleador del equipo en el año, por detrás de Ezequiel Naya [7] y Franco Cáceres [5], empatando con Matías Hernán Bergara y Esteban Obregón [4].

«Tenemos un gran equipo, estamos para pelear. Un clásico se juega con el corazón caliente y la mente fría».
Aaron Spetale - Nueva chicago - 2023.

### Estadía en Gimnasia de Mendoza
En enero de 2024, fue cedido a Gimnasia y Esgrima de Mendoza para disputar la temporada 2024 de la Primera B Nacional.
Si bien los primeros partidos utilizó el dorsal 20 rápidamente cambió, como en su antiguo club, al 9. Aaron marcaría sus primeros dos goles con la camiseta de los Mensanas ante Atlanta el 19 de marzo de 2024, que valieron 3 puntos, ya que fueron los únicos dos tantos del equipo.Utilizando nuevamente la 20, volvió a anotar el 21 de abril, esta vez ante Mitre, el gol de la victoria por 1-0.Volvería a las redes el 21 de julio, ante Deportivo Madryn anotando el segundo gol en el triunfo 2-0 con una jugada empezada por él. Gracias a todas estas intervenciones de gol, se ganó el apodo de Tanque.
El equipo tuvo un buen rendimiento a lo largo del año, llegando a la final del reducido por el segundo ascenso pero cayendo derrotado por 0-2 ante San Martín de San Juan, marcando el final de Spetale como jugador del club mendocino. Aaron fue el tercer máximo goleador del año para el equipo [4], por detrás de Luis Silba [12], Nicolás Romano y Maximiliano Padilla [5], empatado con Nazareno Solís y Leandro Ciccolini.

### Tembetary
A finales de 2024 debía volver a Estudiantes debido a la finalización de su préstamo, sin embargo, su contrato finalizaba el 31 de diciembre y desde la dirigencia se tomó la decisión de no renovarlo.
El 18 de diciembre de ese año es contratado por Tembetary, que regresa a la Primera División de Paraguay después de 27 años, firmando contrato por un año con una opción de compra para el club paraguayo del 80% de su ficha.
Carlos González, presidente del Rojiverde, comunicó que el delantero argentino arribó al país el día 25 de diciembre, sumándose el día siguiente a la pretemporada.

## Estadísticas

### Clubes
Actualizado hasta su último partido disputado el 17 de agosto de 2025.
| Club                              | Div.          | Temporada     | Liga  | Liga  | Liga   | Copas nacionales | Copas nacionales | Copas nacionales | Torneos internacionales | Torneos internacionales | Torneos internacionales | Total | Total | Total  | Media goleadora |
| Club                              | Div.          | Temporada     | Part. | Goles | Asist. | Part.            | Goles            | Asist.           | Part.                   | Goles                   | Asist.                  | Part. | Goles | Asist. | Media goleadora |
| --------------------------------- | ------------- | ------------- | ----- | ----- | ------ | ---------------- | ---------------- | ---------------- | ----------------------- | ----------------------- | ----------------------- | ----- | ----- | ------ | --------------- |
| Estudiantes de La Plata Argentina | 1.ª           | 2021          | 1     | 0     | 0      | —                | —                | —                | —                       | —                       | —                       | 1     | 0     | 0      | 0.00            |
| Estudiantes de La Plata Argentina | 1.ª           | 2022          | 1     | 0     | 0      | 5                | 1                | 0                | 2                       | 0                       | 0                       | 8     | 1     | 0      | 0.12            |
| Estudiantes de La Plata Argentina | Total club    | Total club    | 2     | 0     | 0      | 5                | 1                | 0                | 2                       | 0                       | 0                       | 9     | 1     | 0      | 0.11            |
| Danubio F. C. · Uruguay           | 1.ª           | 2022          | 15    | 2     | 1      | —                | —                | —                | —                       | —                       | —                       | 15    | 2     | 1      | 0.13            |
| Danubio F. C. · Uruguay           | Total club    | Total club    | 15    | 2     | 1      | 0                | 0                | 0                | 0                       | 0                       | 0                       | 15    | 2     | 1      | 0.13            |
| C. A. Nueva Chicago Argentina     | 2.ª           | 2023          | 30    | 4     | 0      | —                | —                | —                | —                       | —                       | —                       | 30    | 4     | 0      | 0.13            |
| C. A. Nueva Chicago Argentina     | Total club    | Total club    | 30    | 4     | 0      | 0                | 0                | 0                | 0                       | 0                       | 0                       | 30    | 4     | 0      | 0.13            |
| Gimnasia y Esgrima (M) Argentina  | 2.ª           | 2024          | 33    | 4     | 0      | 1                | 0                | 0                | —                       | —                       | —                       | 34    | 4     | 0      | 0.12            |
| Gimnasia y Esgrima (M) Argentina  | Total club    | Total club    | 33    | 4     | 0      | 1                | 0                | 0                | 0                       | 0                       | 0                       | 34    | 4     | 0      | 0.12            |
| C. A. Tembetary Paraguay          | 1.ª           | 2025          | 17    | 4     | 0      | —                | —                | —                | —                       | —                       | —                       | 17    | 4     | 0      | 0.23            |
| C. A. Tembetary Paraguay          | Total club    | Total club    | 17    | 4     | 0      | 0                | 0                | 0                | 0                       | 0                       | 0                       | 17    | 4     | 0      | 0.23            |
| San Martín (T) Argentina          | 2.ª           | 2025          | 7     | 0     | 0      | 1                | 0                | 0                | —                       | —                       | —                       | 8     | 0     | 0      | 0.00            |
| San Martín (T) Argentina          | Total club    | Total club    | 7     | 0     | 0      | 1                | 0                | 0                | 0                       | 0                       | 0                       | 8     | 0     | 0      | 0.00            |
| Total carrera                     | Total carrera | Total carrera | 104   | 14    | 1      | 7                | 1                | 0                | 2                       | 0                       | 0                       | 113   | 15    | 1      | 0.14            |
| 1. 2.                             |               |               |       |       |        |                  |                  |                  |                         |                         |                         |       |       |        |                 |

### Dobletes
| 1 | 18/3/2024 | Estadio Víctor Antonio Legrotaglie, Mendoza | Gimnasia de Mendoza | Atlanta |  | 2:1 | B Nacional 2024 |